# Последна експедиция на Джон Франклин
Последната експедиция на сър Джон Франклин е експедиция за търсене на Северозападен проход от Атлантическия към Тихия океан с бившите бомбардирски кораби на Кралския военноморски флот „Терор“ и „Еребус“. На 19 май 1845 корабите вдигат котва и се отправят към ледовете на Арктика. По пътя не срещат трудности, съпровождани от хубаво време и тихо море. Два месеца след отплаването стигат до остров Диско край Гренландия, натоварват провизии, инструменти и топлива и поемат към ледения север.
Те вторично откриват протока Уелингтън, като по този начин света узнава вече за цялото западно крайбрежие на остров Девън. Експедицията още достига до 77º с.ш. и се връща назад през протока Крозиър, който е открит от Франклин, между Корнуолис на изток и Батърст на запад.
През лятото на 1846 корабите се движат на запад през протока Бароу и на 96º з.д. Франклин открива протока Пил. Продължава на юг, на 72º с.ш. открива протока Франклин и на 12 септември достига до остров Кинг Уилям. Именно там в ледената прегръдка на севера, експедицията попада в клопка на ледовете. Загива голяма част от екипажа, включително самия Джон Франклин.

## Издирване на експедицията

### Експедиции от XIX век
В продължение на повече от 12 години над 39 полярни експедиции тръгват на север към Арктика в търсене на изчезналата експедиция на Джон Фраклин. Голяма чат от финансирането на тези експедиции е направено от вдовицата на Франклин, лейди Джейн Франклин.
Първите следи на изчезналата експедиция успява да открие шотландския полярен изследовател Джон Рей през 1854. Той изследва остров Кинг Уилям и влиза в контакт с местните инуити и ескимоси, като получава доста много информация за екипажа и това какво се е случило с него. Един от ескимосите му разказва за 35 – 40 „бели хора“, които загинали от студ, болести и глад в района. Други местни жители добавят ужасяващи разкази, че сред умиращите моряци се наблюдавали случаи на канибализъм. Следите от останките на загиналите и съдържанието на използваните домакински съдове принуждават Джон Рей да се съгласи с твърдението за канибализма, понеже открива улики водещи безспорно до това заключение. Ескимосите показват и други доказателства за пребиваването на Франклин и неговия екипаж в този район, а именно няколко сребърни лъжици и вилици, на които има инициали на двата кораба.
Франсис Макклинток през 1857 – 1859 успява да открие множество вещи на участниците в експедицията и останки на някои от тях. В намерените дневници се съдържа информация, че корабите замръзнали в ледовете и така и не се освободили. Нещо дотогава приемано само като хипотеза. В дневниците били описани също и провизиите и това как намалявали с времето. В единия дневник пишело и какво се случва с Франклин. След като преживява две зимувания, вече изтощен и намръзнал, той умира на 11 юни 1847 на остров Кинг Уилям, а останалите 105 офицери и моряци под командването на капитан Крозиър напускат корабите на 22 април 1848 след трето зимуване и се отправят на юг, където постепенно всички загиват от глад, студ и болести.

### Съвременни експедиции
Търсенето на изчезналите моряци продължава почти две столетия, но без особен успех. Открити са само следи, но не преки доказателства за това къде са жертвите и корабите на експедицията на Франклин.
Канадското правителство започва издирването на корабите отново през 2008 година с ледоразбивача CCGS Sir Wilfrid Laurier. Цялата организация на подобна експедиция струва на Канада 75 000 канадски долара. След няколко месечни проучвания експедицията получава сонарни изображения от водите на протока Виктория, недалеч от остров Кинг Уилям. Те ясно показват отломки от кораб на дъното на океана. Доста хубаво запазеният „скелет“ на единия от корабите, плавали в експедицията през 1845, лежал на 11 метра под повърхността и бил изследван с роботизиран подводен апарат. По-късно, през пролетта на 2014 година, изследователите успяват да открият още фрагменти от кораба. Останките от втория кораб - „Терор“ са открити през 2016 година.

## Памет
Експедицията на Франклин става вдъхновение за много писатели и художници. Сър Едуин Ландсър, Фредрик Чърч и други рисуват свои картини вдъхновени от героизма на Франклин.
Жул Верн се вдъхновява от тази експедиция за написването на романа си „Пътешествията и приключенията на капитан Хатерас“.
Последната експедиция на Франклин също вдъхновява голяма част от музикантите, като най-полулярна е „Плачи на Лейди Франклин“ балада, която излиза на бял свят през 1850 г.